# Josué Colmán
David Josué Colmán Escobar, meglio noto come Josué Colmán (Asunción, 25 luglio 1998), è un calciatore paraguaiano, centrocampista del Mazatlán.

## Carriera

### Nazionale
Con la nazionale Under-20 paraguaiana ha preso parte al campionato sudamericano 2017.

## Palmarès

### Club

#### Competizioni nazionali
- Campionato paraguaiano: 1

Cerro Porteño: 2017